# Hylaeus meridianus
Hylaeus meridianus är en biart som beskrevs av Keizo Yasumatsu och Hirashima 1965. Hylaeus meridianus ingår i släktet citronbin, och familjen korttungebin. Inga underarter finns listade i Catalogue of Life.